# Miroslava Ábelová
Miroslava Ábelová (Bajmóc, 1985. január 31. –) szlovák költő, rádiószerkesztő, dalszövegíró.

## Élete, munkássága
Újságírást tanult a pozsonyi Comenius Egyetem Bölcsészettudományi Karán. Az RTVS - Szlovák Rádió szerkesztője. A költeményei először magazinokban jelentek meg. 2010-ben megkapta a Rudolf Fabry-díjat. 2011-ben a Sólo pre 9 hlasov antológiában debütált. Első önálló verseskötete a Striptíz szintén 2011-ben jelent meg. Egy évvel később a szlovákiai BÁSNE 2012 Asseco Solutions (Versek 2012) elnevezésű irodalmi verseny 4. évfolyamának nyertes írója. 2014-ben a Na!, 2016-ban a Versek a háziasszonyok számára, 2018-ban A vasárnap örök érzése köteteit adták ki.
Tagja a Vítrholc költők, zenészek és előadóművészek irodalmi-zenei csoportjának. A Rádio_FM-en a Költészet_FM költői tízperc műsorvezetője. A cseh David Koller zenész dalszövegeinek szerzője (ČeskosLOVEnsko album), amelyre megkapták a cseh Anděl-szobrot. A Greenpeace Slovakia környezetvédelmi szervezet szóvivője. 2017. július 3-án Pozsonyban megszületett fia, Viliam Bielený.

## Művei

### Verseskötetek
- Sólo pre 9 hlasov (antológia, 2011) Szóló 9 szavazatért
- Striptíz (2011) Sztriptíz
- Na! (2014) Itt van, vigyed!
- Básničky pre domáce paničky (2016) Versek háziasszonyok számára
- Večný pocit nedele (2018) A vasárnap örök érzése

### Esszé
- Pulz Vyšehradskej štvorky. Almanach 2012, 2013 – A visegrádi négyek érverése

### Műfordítás
- Rupi Kaur: Mlieko a med (2018) Tej és méz

## Fordítás
- Ez a szócikk részben vagy egészben  a   Miroslava Ábelová című szlovák Wikipédia-szócikk ezen változatának fordításán alapul.  Az eredeti cikk szerkesztőit annak laptörténete sorolja fel. Ez a jelzés csupán a megfogalmazás eredetét és a szerzői jogokat jelzi, nem szolgál a cikkben szereplő információk forrásmegjelöléseként.